# Alan Ball (roteirista)
Alan E. Ball (Atlanta, 13 de maio de 1957) é um dramaturgo, roteirista, diretor e produtor de televisão e cinema norte-americano, mais conhecido por escrever o filme American Beauty e por criar e produzir as séries Six Feet Under, True Blood e Banshee.

## Biografia

### Vida
Ball nasceu em Atlanta, Geórgia, filho de Frank Ball, um inspetor aéreo, e Mary Ball, uma dona de casa. Ele estudou em uma escola na cidade de Matietta, e depois cursou a Universidade da Geórgia e a Universidade do Estado da Flórida, se formando em 1980 com um mestrado em artes cênicas. Depois da faculdade ele começou a trabalhar como dramaturgo para a General Nonsense Theater Company, em Sarasota, Flórida.
Quando Ball tinha treze anos, ele se envolveu em um acidente de carro no qual sua irmã morreu. Esse incidente lhe afetou muito, tendo repercussões em seus trabalhos posteriores no cinema e na televisão.

### Carreira
Ball começou sua carreira como roteirista em 1994, escrevendo para a série cômica Grace Under Fire, de Chuck Lorre. No ano seguinte ele passou a escrever para a série Cybill, também de Lorre, ficando na equipe de roteirista até 1998.
Em 1997, Ball resolveu tentar entrar na indústria do cinema após os frustrantes anos escrevendo para Grace Under Fire e Cybill. Ele entrou na United Talent Agency, onde seu representante, Andrew Cannava, sugeriu que ele escrevesse um roteiro especulativo para se "reintroduzir a todos como um roteirista". Ball mostrou três ideias a Cannava: duas comédias românticas convencionais e um roteiro dramático chamado American Rose, que ele havia inicialmente concebido como uma peça de teatro no início da década de 1990. Apesar da falta de um conceito facilmente comercializável na história, Cannava selecionou American Rose porque ele achou que era a que Ball tinha maior paixão. Ao desenvolver o roteiro, Ball criou um sitcom televisivo, Oh, Grow Up, que durou apenas uma temporada. Ele canalizou sua frustração e raiva por ter de ceder as exigências da emissora naquele programa – e durante seu tempo em Grace Under Fire e Cybill – ao escrever American Rose.
Ball não esperava vender o roteiro, acreditando que ele atuaria mais como um chamariz, porém American Rose atraiu a atenção de várias companhias. Cannava passou o roteiro para vários produtores, incluindo Dan Jinks e Bruce Cohen, que foram até a DreamWorks SKG, que concordou em produzir o roteiro. O filme, American Beauty, dirigido por Sam Mendes, foi um grande sucesso de crítica e bilheteria. Pelo filme, Ball venceu o Oscar de Melhor Roteiro Original.
Em 2001, ele criou a série Six Feet Under, para a HBO. A série teve cinco temporadas, e Ball venceu um Primetime Emmy Award de Melhor Direção em Série Dramática pelo episódio piloto. Em 2007 ele co-escreveu e dirigiu o filme Towelhead, e no ano seguinte criou a série True Blood, novamente para a HBO, permanecendo como produtor executivo até 2012.

## Vida pessoal
Ball é abertamente homessuxual, e já foi chamado de "uma forte voz [para] a comunidade LGBT". Ele, em inúmeras entrevistas, já falou sobre sua fé budista e como ela influenciou seus trabalhos; ele comentou sobre a cena de American Beauty com a sacola plástica, dizendo "Eu tive um encontro com uma sacola plástica! E eu não tinha uma câmera filmadora, como Ricky ... há uma noção budista sobre o milagroso dentro do mundano, e acho que certamente vivemos em uma cultura que não nos encoraja a procurar por isso".

## Trabalhos
| Ano      | Título                               | Notas                                                          |
| -------- | ------------------------------------ | -------------------------------------------------------------- |
| 1994–95  | Grace Under Fire                     | Série de TV: roteirista                                        |
| 1995–98  | Cybill                               | Série de TV: roteirista e produtor                             |
| 1999     | American Beauty                      | Filme: roteirista e co-produtor                                |
| 1999     | Oh, Grow Up                          | Série de TV: criador, produtor executivo e roteirista          |
| 2001–05  | Six Feet Under                       | Série de TV: criador, produtor executivo, diretor e roteirista |
| 2004     | The M Word                           | Curta: roteirista                                              |
| 2007     | Towelhead                            | Filme: diretor, produtor e roteirista                          |
| 2008 –14 | True Blood                           | Série de TV: criador, produtor executivo, diretor e roteirista |
| 2010     | All Signs of Death                   | Filme para TV: produtor executivo                              |
| 2013     | Banshee                              | Série de TV: produtor executivo                                |
| 2017     | The Immortal Life of Henrietta Lacks | Filme para TV: produtor executivo                              |
| 2018     | Here and Now                         | Série de TV: criador, produtor executivo, diretor e roteirista |